# Ranco (Włochy)
Ranco – miejscowość i gmina we Włoszech, w regionie Lombardia, w prowincji Varese.
Według danych na rok 2004 gminę zamieszkiwało 1108 osób, 184,7 os./km².